# نقاط مبنا

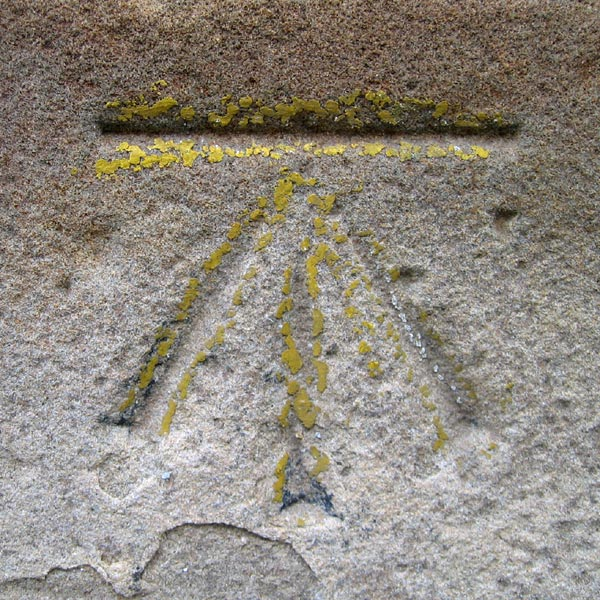
یک بنچ مارک در انگلستان

نقاط مبنا یا علامت مرجع یا بنچ مارک (به انگلیسی: Bench Mark) که نشان ترازیابی نیز نامیده می‌شود، علامت مرجع جهت تعیین ارتفاعات در روی زمین در علم نقشه‌برداری است. یک بنچ مارک با ارتفاع معین در سنگ، بتون، یا دیگر مواد بادوام کنده شده یا نصب می‌گردد و در تعیین ارتفاعات مورد استفاده قرار می‌گیرد.

## نگارخانه

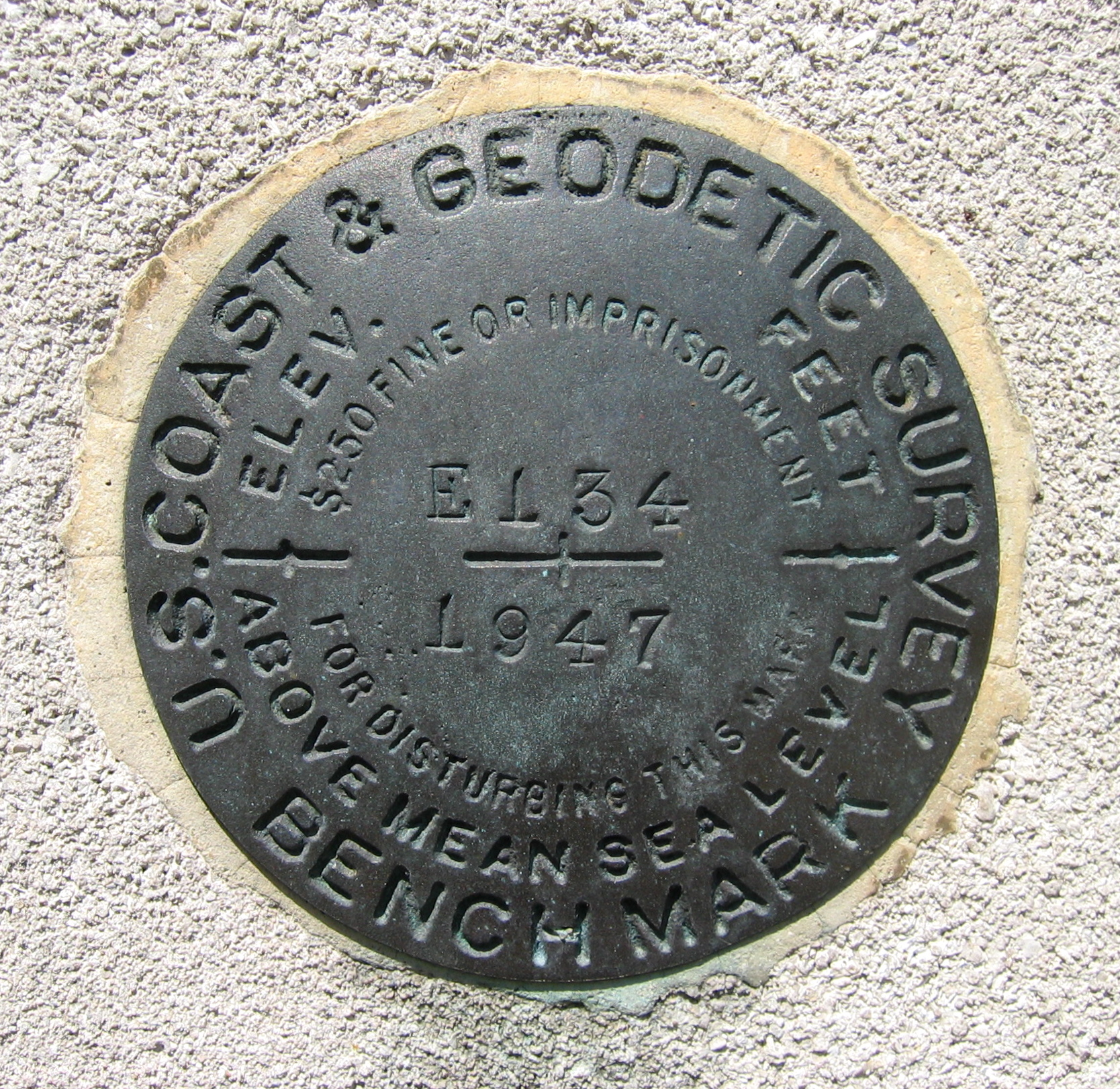
یک بنچ مارک در آمریکا
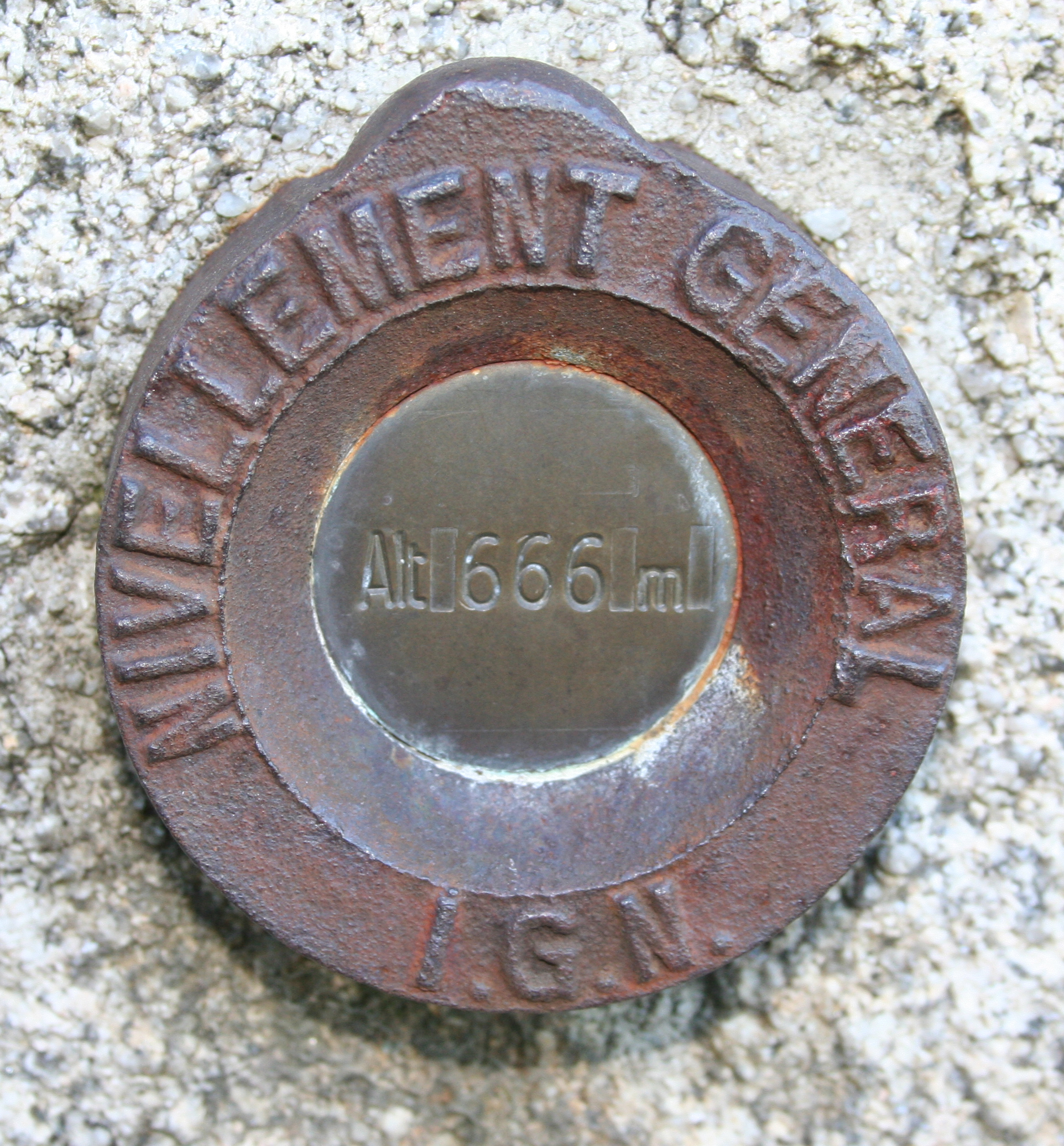
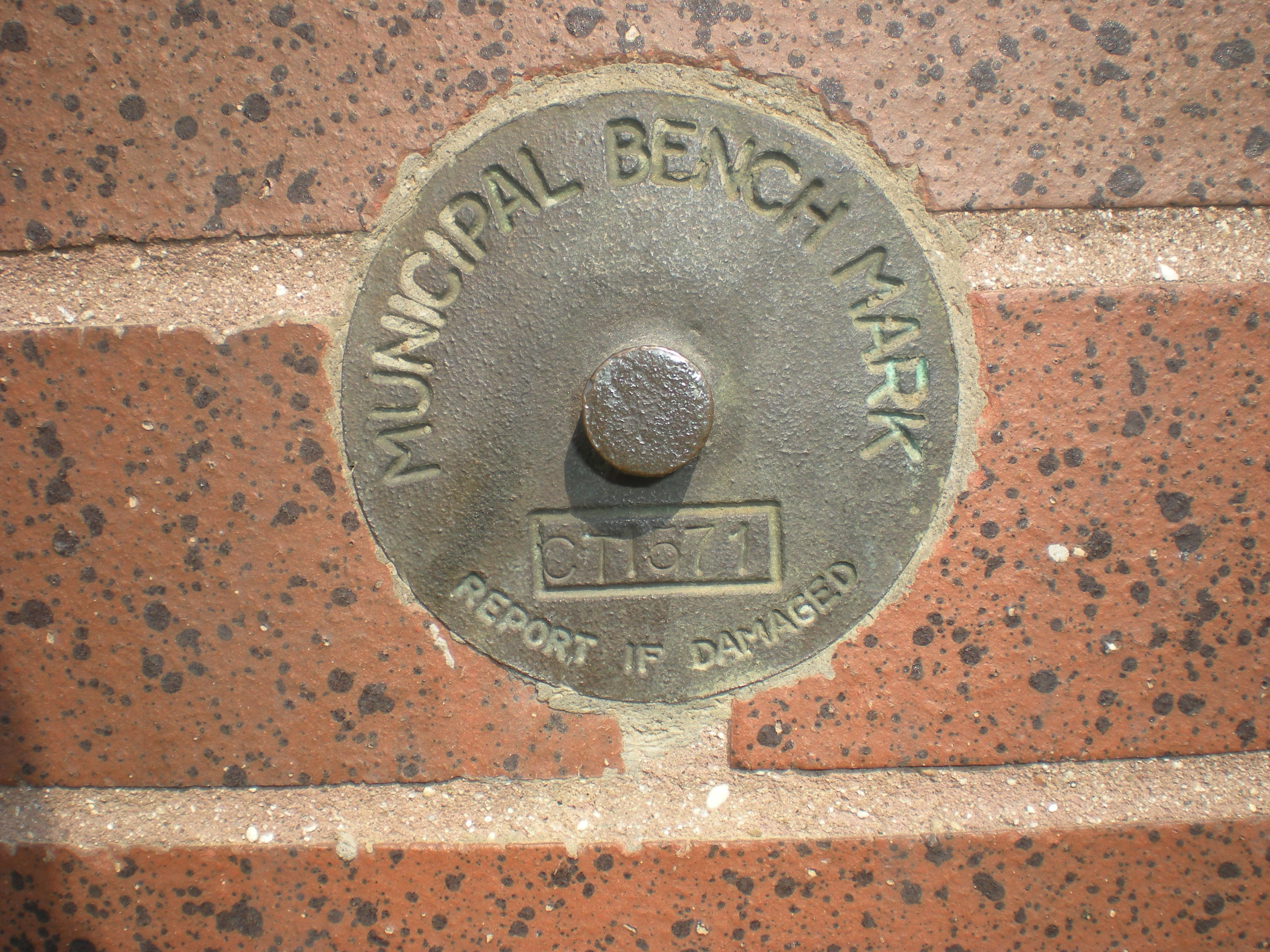
بنچ مارک در تورنتو کانادا.